# Wereldkampioenschappen baanwielrennen 1983
De wereldkampioenschappen baanwielrennen 1983 vonden plaats van 23 tot en met 28 augustus in Zürich, Zwitserland.

## Achtergrond
Het was voor de zesde maal dat de WK op de baan plaatsvonden in Zürich. In totaal vonden er veertien onderdelen plaats; twee bij de vrouwen en twaalf bij de mannen. Bij de mannen waren zeven onderdelen voor amateurs en de andere vijf voor profs toegankelijk. Het medailleklassement werd gewonnen door de West-Duitsers met vier medailles in totaal. Het gastland Zwitserland won ook vier medailles, waardoor het op een gedeelde derde plaats kwam in het medailleklassement.

### Doping
Drie renners uit West-Duitsland zijn na de WK betrapt op het gebruik van het verboden middel efedrine. Van Dieter Giebken en Fredy Schmidtke werd hun bronzen medaille van de tandem ontnomen. Claudia Lommatzsch, die zilver won bij de sprint, mocht haar medaille wel behouden.

## Uitslagen

### Mannen profs
| Onderdeel     | Goud                           | Zilver                 | Brons                      |
| ------------- | ------------------------------ | ---------------------- | -------------------------- |
| Achtervolging | Steele Bishop                  | Robert Dill-Bundi      | Hans-Henrik Ørsted         |
| Keirin        | Urs Freuler                    | Danny Clarke           | Gilbert Hatton             |
| Puntenkoers   | Urs Freuler                    | Guido Bontempi         | Gary Sutton                |
| Sprint        | Koichi Nakano                  | Yavé Cahard            | Ottavio Dazzan             |
| Stayeren      | Bruno Vicino Domenico De Lillo | René Kos Bruno Walrave | Martin Havik Joop Zijlaard |

### Mannen amateurs
| Onderdeel            | Goud                                                                                | Zilver                                                                                   | Brons                                                                   |
| -------------------- | ----------------------------------------------------------------------------------- | ---------------------------------------------------------------------------------------- | ----------------------------------------------------------------------- |
| 1 kilometer          | Sergej Kopylov                                                                      | Gerhard Scheller                                                                         | Lothar Thomas                                                           |
| Achtervolging        | Viktor Koepovets                                                                    | Bernd Dittert                                                                            | Dainis Liepiņš                                                          |
| Ploegenachtervolging | Bondsrepubliek Duitsland Rolf Gölz Roland Günther Michael Marx Gerhard Strittmatter | Duitse Democratische Republiek Bernd Dittert Mario Hernig Hans-Joachim Pohl Carsten Wolf | Tsjecho-Slowakije František Raboň Pavel Soukop Robert Sterba Aleš Trčka |
| Puntenkoers          | Michael Marcussen                                                                   | Hans-Joachim Pohl                                                                        | Ivan Romanov                                                            |
| Sprint               | Lutz Hesslich                                                                       | Sergej Kopulov                                                                           | Michael Hubner                                                          |
| Stayeren             | Bondsrepubliek Duitsland Rainer Podlesch Dieter Durst                               | Nederland Mattheus Pronk Norbert Koch                                                    | Zwitserland Walter Baumgartner Ueli Luginbühl                           |
| Tandem               | Frankrijk Franck Depine Philippe Vernet                                             | Tsjecho-Slowakije Ivan Kučírek Pavel Martínek                                            | Bondsrepubliek Duitsland Dieter Giebken Fredy Schmidtke                 |

### Vrouwen
| Onderdeel     | Goud              | Zilver             | Brons             |
| ------------- | ----------------- | ------------------ | ----------------- |
| Achtervolging | Connie Carpenter  | Cynthia Olavarri   | Jeannie Longo     |
| Sprint        | Connie Paraskevin | Claudia Lommatzsch | Isabelle Nicoloso |

## Medaillespiegel
| Plaats | Land                           | Goud | Zilver | Brons | Totaal |
| 1      | Bondsrepubliek Duitsland       | 2    | 2      | 0     | 4      |
| 2      | Sovjet-Unie                    | 2    | 1      | 2     | 5      |
| 3      | Verenigde Staten               | 2    | 1      | 1     | 4      |
| 3      | Zwitserland                    | 2    | 1      | 1     | 4      |
| 5      | Duitse Democratische Republiek | 1    | 3      | 2     | 6      |
| 6      | Frankrijk                      | 1    | 1      | 2     | 4      |
| 7      | Australië                      | 1    | 1      | 1     | 3      |
| 7      | Italië                         | 1    | 1      | 1     | 3      |
| 9      | Denemarken                     | 1    | 0      | 1     | 2      |
| 10     | Japan                          | 1    | 0      | 0     | 1      |
| 11     | Nederland                      | 0    | 2      | 1     | 3      |
| 12     | Tsjecho-Slowakije              | 0    | 1      | 1     | 2      |
| Totaal | Totaal                         | 14   | 14     | 13    | 41     |